# 莫斯科森林公园
55°37.05′N 37°34.02′E / 55.61750°N 37.56700°E

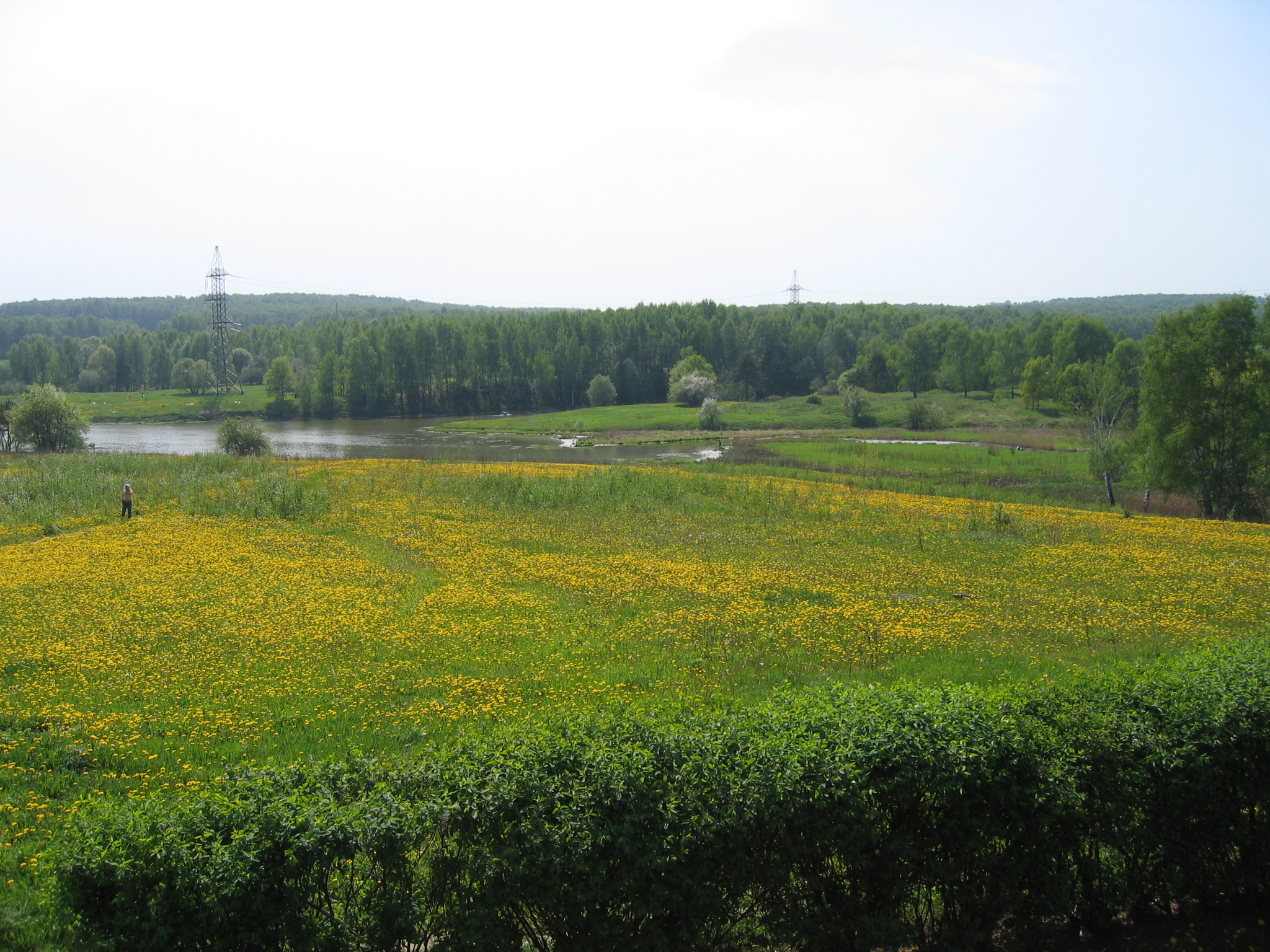
比茨維斯基森林公園.比閘休閒區.

莫斯科森林公園（正式稱呼：莫斯科比茨維斯基森林公園），位於俄羅斯首府莫斯科东南区的一個开放型森林公园，為莫斯科最大的公園之一。有一比閘河（Река Битца）穿過本公園。公園從南到北連綿10公里遠，總面積為18平方公里。2006年，俄罗斯警方逮捕的连环杀手亚历山大·皮丘希金声称在此地杀死了六十三人，警方目前只能证实四十八人。

## 外部連結

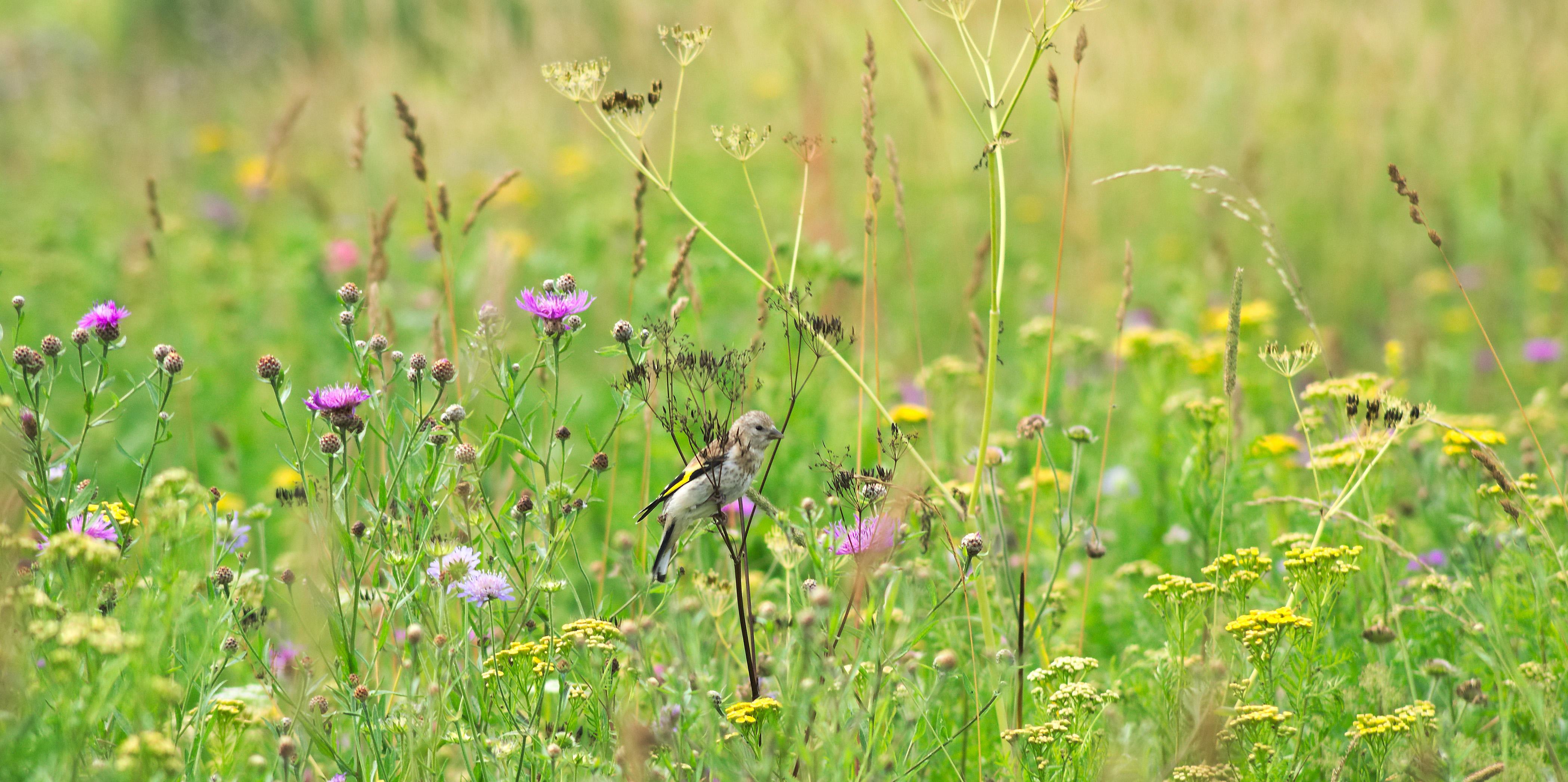
活草甸

- 莫斯科比茨維斯基森林公園網頁 （页面存档备份，存于）（俄文）